# 萬有里
萬有里為台灣台北市文山區轄下一里，劃分為景美次分區，於1981年台北市行政區域調整時由萬祥里劃出，1990年行政區域調整時，將萬瑞里三福街以北地區劃入萬有里，同時變更為文山區。

## 里界
- 東至：興隆路一段與興豐里為鄰
- 西至：羅斯福路六段與景仁里為界
- 南至：以三福街與景華里毗鄰
- 北至：以景明街與萬祥里相接

## 機關團體
- 台電台北供電區營運處(改建中)：文山區景隆街21號

## 公共設施
- 三福街停車場：文山區景隆街36巷2-4號對面
- 萬有一號公園：文山區興隆路一段202巷
- 萬有二號公園：文山區景明街11巷6弄8號前
- 萬有三號公園：文山區景隆街107號對面